# اریش کستنر
امیل اِریش کِستْنِر (به آلمانی: Emil Erich Kästner) با نام مستعار ملخیور کورتز (Melchior Kurtz) (زاده ۱۳ فوریه ۱۸۹۹ در درسدن - درگذشته ۲۹ ژوئیه ۱۹۷۴ در مونیخ) نویسنده، شاعر، فیلم‌نامه‌نویس و طنزپرداز آلمانی بود که بیشتر به خاطر شوخ‌طبعی، اشعار تیزبینانهٔ اجتماعی و پرداختن به ادبیات کودکان خصوصا کتاب امیل و کارآگاهان شناخته شده‌است. او مدال بین المللی هانس کریستین اندرسن را در سال ۱۹۶۰برای زندگی نامه خود وقتی پسر بچه بودم [به آلمانی] دریافت کرد. او در شش سال جداگانه نامزد جایزه نوبل ادبیات شد.

## زندگی

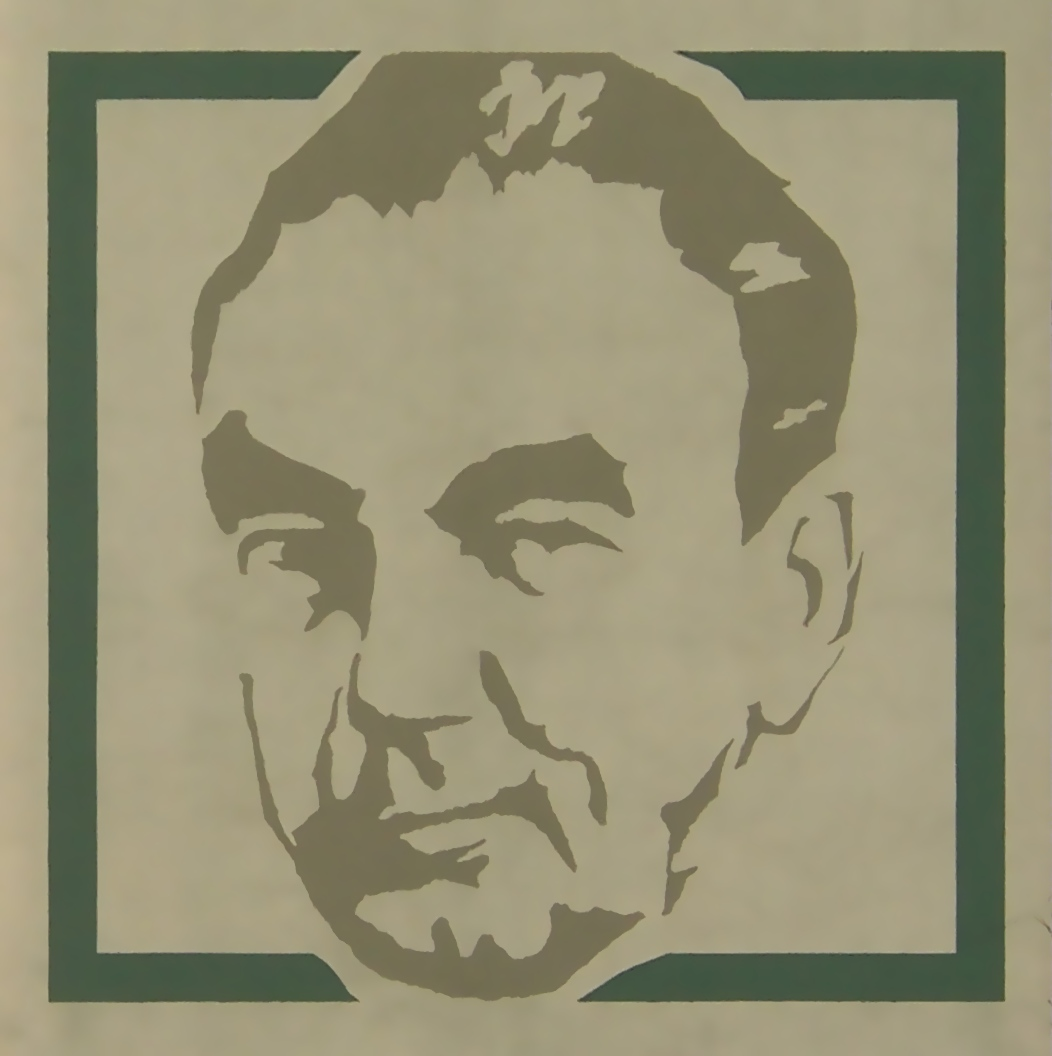

اِریش کستنر پس از گذراندن دوره تربیت معلم، در سال ۱۹۱۷ و در بحبوحهٔ جنگ اول جهانی به عنوان سرباز به جبهه‌های جنگ فرستاده شد. در جبههٔ جنگ به بیماری قلبی دچار گشته و در حالی که به شدت ضعیف و بیمار شده بود، به خانه بازگشت. بعد از بازگشت از جبهه‌های جنگ نخست در یک بانک شروع به کار کرد و سپس به تحصیل در رشته «زبان و ادبیات آلمان»(۲)، تاریخ و فلسفه پرداخت. از سال ۱۹۲۷ میلادی به عنوان نویسنده و خبرنگار غیر وابسته، در شهر برلین اقامت گزید. اولین آثار او شامل نمایشنامه‌های انتقادی و سیاسی آمیخته به طنز می‌باشد. در سال ۱۹۳۱ میلادی با نوشتن رمان «فابیان» نیش تیز قلم را متوجه فاشیسم، ارتش سالاری و بینش منحط خرده‌بورژوازی نمود. همگام با خلق آثار ادبی و نمایشنامه‌هائی مانند «مدرسه دیکتاتورها» با شماری از نشریات در ستون انتقادی- سیاسی- علمی همکاری می‌کرد. فیلم نامه و داستان‌های کودکان که به شیوه‌ای مهیج در ارتباط با آموزش آنان می‌نگاشت از جمله فعالیت‌های اریش کستنر است که معروف‌ترین آن‌ها «امیل و کارآگاهان» می‌باشد. این کتاب به صورت فیلم و تئاتر نیز نمایش داده شده‌است. امیل و کارآگاهان به سی زبان مختلف ترجمه و جزو آثار جاودانه ادبیات کودکان محسوب می‌شود. اریش کستنر به علت فعالیت‌های سیاسی مجبور بود که نوشته‌هایش را غالباً با اسم مستعار منتشر کند، اسامی مستعاری که وی استفاده می‌کرد، عبارت بودند از: Melchior Kurtz ملشیور کورتس، Robert Neuner، روبرت نوینر و عیره. علی‌رغم به آتش کشیدن آثارش به وسیله فاشیست‌ها در سال ۱۹۳۳ میلادی و سلب کامل حقوق و آزادیهای نویسندگی از وی در سال ۱۹۴۲ میلادی، هرگز به خارج از آلمان مهاجرت نکرد و کتاب‌هایش را در دیگر کشورها منتشر نمود. بعد از جنگ جهانی دوم در سال ۱۹۴۵ میلادی، اریش کستنر سردبیری ستون ادبی- انتقادی نشریه «نویه زایتونگ»(۳) در مونیخ و مدیریت مجله نوجوانان «پنگوئن»(۴) را به عهده گرفت. در سال ۱۹۵۷ میلادی به مقام ریاست انجمن قلم(۵) آلمان فدرال و در همین سال به دریافت جایزه گئورگ-بوشنر(۶) مفتخر شد. در این هنگام شصت و دوساله بود.
کستنر چندین جایزه دیگر از جمله فیلم باند طلایی برای بهترین فیلمنامه برای نسخه فیلم آلمانی قرعه کشی دوبل (۱۹۵۰) به آلمانی: Das doppelte Lottchen، جایزه ادبی شهر مونیخ در سال ۱۹۵۶، و جایزه گئورگ بوشنر در سال ۱۹۵۷ را دریافت کرد. دولت آلمان غربی در سال ۱۹۵۹ با نشان شایستگی خود، Bundesverdienstkreuz (صلیب فدرال لیاقت) از کستنر تجلیل کرد. در سال ۱۹۶۸او حلقه لسینگ Lessing-Ring [de] را همراه با جایزه ادبی نظم فراماسونی آلمان دریافت کرد.
در سال ۱۹۵۱، کستنر به عنوان رئیس مرکز PEN آلمان غربی انتخاب شد و تا سال ۱۹۶۱ در سِمَت خود باقی ماند. در سال ۱۹۶۵ او از این سمت بازنشسته شد. او همچنین در تأسیس کتابخانه بین المللی جوانان، کتابخانه ای از کتاب های کودکان، در مونیخ نقش داشت. در سال ۱۹۵۳او عضو موسس IBBY (هیئت بین المللی کتاب برای جوانان) بود.
کستنر هرگز ازدواج نکرد. او دو کتاب آخر خود را برای کودکان، مرد کوچولو و مرد کوچولو و خانم کوچولو، برای پسرش توماس کستنر، که در سال ۱۹۵۷به دنیا آمد، نوشت.
کستنر اغلب آثار خودش را می خواند. در دهه ۱۹۲۰، او برخی از اشعار خود را در نقد اجتماعی ضبط کرد و در برخی از فیلم‌های مبتنی بر کتاب‌هایش به عنوان راوی اجرا کرد، مانند اولین تولید صوتی پونکشین و آنتون. دیگر ضبط‌شده‌ها برای گرامافون آلمانی شامل اشعار، اپیگرام‌ها و نسخه او از داستان عامیانه تا اویلن اشپیگل است. او همچنین در تئاترهایی مانند تئاتر Cuvilliés در مونیخ و برای رادیو که وقتی پسر بچه بودم و آثار دیگر را خواند.
کستنر در ۲۹ژوئیه ۱۹۷۴ بر اثر سرطان مری در بیمارستان نوپرلاخ مونیخ درگذشت. او در گورستان سنت جورج در منطقه بوگنهاوزن مونیخ به خاک سپرده شد. اندکی پس از مرگ او، آکادمی هنر باواریا یک جایزه ادبی به نام او ایجاد کرد.
بسیاری از خیابان‌ها در آلمان و سیارک ۱۲۳۱۸ کستنر به نام او نامگذاری شده‌اند.

## رمان‌ها
- ١٩۶۵ روزهای تکراری ؛ ترجمهٔ حمزه علی‌محمدی، نشر دیبایه ١۴٠١
- Herz auf Taille /۱۹۲۸ (قلب روی کمر)
- ۱۹۲۹ تیل، همه‌کارهٔ هیچ‌کار؛ ترجمهٔ نیکی خوگر، نشر کتاب سیب ۱۳۸۲
- ۱۹۲۹ امیل و کاراگاهان ترجمهٔ نیره جعفری در سری کتاب‌های طلایی ۱۳۴۶ | ترجمهٔ مژگان عبداللهی، نشر هرمس ۱۳۷۷؛ همچنین نوشین ریشهری ۱۳۸۳ با عنوان «امیل کارگاه می‌شود»
- Fabian /۱۹۳۱ (فابیان)
- ۱۹۳۱ نخودی و آنتوان؛ ترجمهٔ کتایون سلطانی، نشر مرکز ۱۳۹۴ | فلفلی و آنتوان؛ ترجمهٔ کمال بهروزکیا، نشر تمیمی ۱۳۹۲
- ۱۹۳۱ سی و پنجم ماه مه؛ ترجمهٔ سپیده خلیلی، نشر محراب قلم ۱۳۸۸ | کتایون سلطانی، نشر مرکز ۱۳۸۸
- ۱۹۳۳ امیل و سه پسر دوقلو؛ ترجمهٔ سپیده خلیلی، نشر محراب قلم ۱۳۸۴
- ۱۹۳۳ کلاس پرنده ترجمهٔ علی پاک‌بین، کانون پرورش فکری کودکان و نوجوانان ۱۳۵۷
- ۱۹۳۴ سه مرد در برف؛ ترجمهٔ ثریا رسولی، نشر قاضی ۱۳۸۰
- ۱۹۴۹ Das Dopppelte Lottchen ترجمه به فارسی:خواهران غریب و «لوته و همتایش» (نشر ماهی)
- ۱۹۴۹ گردهمایی حیوانات؛ ترجمهٔ سپیده خلیلی، نشر پروین ۱۳۷۸
- ۱۹۵۴ مردم شیلدا؛ ترجمهٔ منوچهر صادق‌خانجانی، نشر ایرانشهر ۱۳۶۹ | سپیده خلیلی، نشر محراب قلم ۱۳۹۷ | خنگ آبادیها؛ ترجمهٔ بهار معصومی‌همدانی، نشر هرمس ۱۳۷۷
- Die Schule der Diktatoren /۱۹۵۶ (مدرسه دیکتاتورها)
- ۱۹۵۷ وقتی که من بچه بودم؛ ترجمهٔ سپیده خلیلی، نشر زمان ۱۳۸۰ و نشر چشم‌انداز ۱۳۸۶ | وقتی پسربچه بودم؛ ترجمهٔ ساعد آذری، نشر چشمه ۱۳۸۹ | وقتی که من بچه بودم: زندگینامه کودکی یک نویسنده بزرگ؛ ترجمهٔ حسین نقشینه، نشر دنیای کودک و نوجوان ۱۳۷۶
- ۱۹۶۲ سفرهای گالیور؛ ترجمهٔ علی عبداللهی، نشر هرمس ۱۳۸۷ | سپیده خلیلی، نشر افق ۱۳۷۴
- مجموعه نوشته ها، 7 جلد/ ۱۹۶۵
- مجموعه نوشته های بزرگسالان، 8 جلد، چاپ جدید/۱۹۷۹
- نسخه شومیز در 15 جلد مجزا /۱۹۸۸–۸۹
- وقتی من بچه بودم

## کتاب‌های کودکان
۱- امیل و کارآگاهان /۱۹۲۸
۲- پونکشین و آنتون /۱۹۳۰
۳- مردی اطلاعات می دهد /۱۹۳۰
۴- آواز خواندن بین صندلی ها /۱۹۳۲
۵- کلاس درس پرواز /۱۹۳۳
۶- سه مرد در برف /۱۹۳۴
۷- قفسه‌ی داروهای شاعرانه دکتر ای. کاستنر /۱۹۳۶
۸- مینیاتور گم شده /۱۹۳۶
۹- گئورگ و حوادث /۱۹۳۸
۱۰- قرعه کشی دوبل /۱۹۴۹
۱۱- کنفرانس حیوانات /۱۹۵۰
۱۲- مرد کوچولو /۱۹۶۳
۱۳- آقا و خانم کوچولو /۱۹۶۷
۱۴- تحت عنوان ترافیک کوچک مرزی / ۱۹۴۹
۱۵- شاگرد جادوگر /۱۹۷۴
۱۶-کستنر برای کودکان، ۲ جلد، ویرایش جدید/۱۹۸۹
17- مصاحبه با بابا نوئل

## شرح حال
۱- Als ich ein kleiner Junge war /۱۹۵۷

۲- Notabene ۴۵ /۱۹۶۱